# Guilherme Garutti
Guilherme Gomes Garutti (* 8. März 1994 in Marília) ist ein brasilianischer Fußballspieler.

## Karriere
Von seiner ersten Saison als Senior bei seinem Heimatverein Marília im Jahr 2011 bis 2020 spielte Garutti in den unteren brasilianischen Ligen und wechselte mehrmals die Mannschaft.
Garutti wechselte im September 2020 zum ersten Mal ins Ausland und schloss sich dem rumänischen Liga-II-Team Mioveni an. In seiner ersten Saison im Land leistete er 18 Einsätze und drei Tore und trug so dazu bei, dass sein Team über die Play-offs in die Liga I aufstieg.
Am 2. August 2021 gab Garutti sein Debüt in der höchsten Spielklasse beim 2:1-Auswärtssieg gegen Sepsi OSK und erzielte am 23. Oktober desselben Jahres sein erstes Tor beim 1:1-Heimspiel gegen Botoșani.
Am 15. Juni 2023, nach Miovenis Abstieg, blieb Garutti in Rumänien und der Liga I und unterschrieb bei Petrolul Ploiești.